# Jalisca Solier
Jalisca Solier (1997 - 26 janvier 2014) est une jument de saut d'obstacles du stud-book Selle français, fille d'Alligator Fontaine et de Dune Solier, par Jalisco B. Elle est la « jument de cœur » de Steve Guerdat.

## Histoire
Jalisca Solier naît le 25 avril 1997 à l'élevage de Christophe Miller, en Normandie.
Les premières victoires du couple remontent à 2006, avec notamment une victoire au Grand Prix de Genève. Steve Guerdat et Jalisca Solier décrochent une médaille de bronze par équipe aux jeux olympiques d'été de 2008, et remportent le championnat d'Europe par équipe en 2009. Elle atteint un ISO de 184 en 2009.
Elle prend sa retraite sportive fin décembre 2013 pendant le CSI de Genève, devant un public en larmes. Un mois plus tard, elle est victime d'une fracture au pré, puis est euthanasiée,,,.

## Description
Steve Guerdat la décrit comme une « guerrière en piste », avec une locomotion spéciale. Elle est gourmande, intolérante avec les autres chevaux, et de mental agréable.